# Right on Time
Right on Time è il quinto album discografico in studio della cantante country statunitense Gretchen Wilson, pubblicato nel 2013.

## Tracce
1. Get Outta My Yard – 3:02 (Brandy Clark, Shane McAnally, Kacey Musgraves)
2. Still Rollin' – 4:41 (Vicky McGehee, Gretchen Wilson)
3. Grandma – 4:20 (Jon Nicholson)
4. Crazy – 3:34 (Brian Davis, Rachel Farley, McGehee)
5. The Well Run Dry – 3:07 (Jim Beavers, Leslie Satcher)
6. The Gypsy in Me – 4:49 (Bekka Bramlett, John Scott Sherrill)
7. Dust & Bone – 2:52 (Anthony Krizan, Steve Pasch, Bruce Wallace)
8. Right on Time – 3:45 (Al Anderson, Sharon Vaughn)
9. My Truck (feat. Josh Malter) – 2:51 (Jayce Hein, Jason Matthews, Pasch)
10. One Good Friend – 3:28 (Bramlett, Billy Burnette, Dennis Morgan)
11. I've Been in Love – 3:41 (Greg Barnhill, Jim Daddario, Jason Deere)
12. Hey Love – 4:17 (Brice Long, Don Sampson)
13. Birds of a Feather – 2:23 (Bramlett, Shawn Carnes, Tommy Sims)